# Clubs de bàsquet del País Valencià
Aquesta és una llista de clubs de bàsquet del País Valencià de categoria sènior.

## Categoria Sénior
Al País Valencià es comptabilitzen 152 equips de bàsquet competint als 9 nivells en què s'estructura la competició en l'àmbit estatal i autonòmic. Cal aclarir que el nombre de clubs és inferior, ja que la majoria en té equips en diferents nivells.
Als 3 nivells superiors el País Valencià està representant per un equip de cada província: El València Bàsquet a l'ACB, l'Amics de Castelló a la LEB Or i el Lucentum Alacant a la LEB Plata.
Al grup E de la Lliga EBA 6 equips competeixen amb els murcians: 4 valencians de diferents comarques i 2 alacantins de la Marina Baixa.
La Primera Divisió valenciana s'integra amb 24 equips: 16 valencians, 5 alacantins i 3 castellonencs, sent l'Horta Nord la comarca amb 4 equips de la ciutat de València.
A la categoria Autonòmica hi ha 41 equips: 21 valencians, 12 alacantins i 8 castellonencs, destacant comarcalment els 4 de l'Horta Nord.
A les 3 categories inferiors juguen 56 equips a Preferent i Primera Zonal i 84 a Segona Zonal, amb l'Horta Sud com a comarca amb més equips a cadascun d'aquests nivells i també al total (40).
| Temporada 2015-16 | Temporada 2015-16 | Lliga ACB        | LEB Or            | LEB Plata        | Lliga EBA (grup E)                          | Primera Divisió                                                                                 | Autonòmica                                                                              | Preferent | Primera Zonal | Segona Zonal |
| Província         | Comarca           | Lliga ACB        | LEB Or            | LEB Plata        | Lliga EBA (grup E)                          | Primera Divisió                                                                                 | Autonòmica                                                                              | Preferent | Primera Zonal | Segona Zonal |
| ----------------- | ----------------- | ---------------- | ----------------- | ---------------- | ------------------------------------------- | ----------------------------------------------------------------------------------------------- | --------------------------------------------------------------------------------------- | --- | --- | --- |
| València          | València          | València Bàsquet |                   |                  |                                             | Maristas A El Pilar A Picken Claret A CB Petraher Aros Wallaby                                  | CB Grao El PIlar B                                                                      | Picken Claret B CB Escolapias SLT Marketing Valencia Maristas B | CB Teodoro Llorente Abastos Jovens del Grao Bàsquet Comenius Rockeros Che | Centauro 75 San José F03 CB San Isidro Colegio Alemán B Bàsquet Comenius Sub-21 CEI Consellería |
| València          | Safor             |                  |                   |                  | Hispagan UPB Gandia                         |                                                                                                 | Platges de Tavernes (de la Valldigna) CB Oliva Carnes Oliva                             | CB Oliva Mompó Óptica UP Bàsquet Gandia | | CB Tavernes de la Valldigna |
| València          | Horta Nord        |                  |                   |                  | CB Jovens Almàssera                         | Alboraya A CB L'Horta Godella CB Tabernes Blanques A                                            | NBA-Massamagrell Quirumed Moncada CB A CB Tabernes Blanques B Burjassot CB A            | Massamagrell Morvedre CB Col Alemán A Burjassot Quirumed Moncada B Burjassot CB B | Mywigo Puçol CB Jovens Almàssera B | BC Meliana CB Tabernes Blanques C Burjassot CB C LX Godella Cortijo de Moyano Godella |
| València          | Horta Oest        |                  |                   |                  | Power Electrònics Paterna                   | Bàsquet Paterna                                                                                 | CBC Manises A                                                                           | | CB Manises A | CB Manises B CBC Manises B |
| València          | Camp de Morvedre  |                  |                   |                  | CB Puerto Sagunto                           |                                                                                                 | Bàsquet Sagunt CB Morvedre                                                              | VUB Esportiu Quartell SC Marmad CB Puerto B | | Bàsquet Morvedre |
| València          | Horta Sud         |                  |                   |                  |                                             | NB Torrent Mislata BC Aldaia                                                                    | Bàsquet Silla A Picanya Bàsquet Logos Basket Sedaví A                                   | Bàsquet Alcàsser A CB Xirivella A NB Torrent CB Alfafr Petraher CB Quart Aldaia Beniparrel Albal Baixens CB Berenguer Dalmau A (Catarroja) La Llum BC (Xirivella) Massanassa Fundación Eco Rae's Bàsquet Silla Mislata BC CB Sedaví A Sportiu Xe Alaquàs | CB Xirivella C Bàsquet Silla C Mislata BC C Logos Basket Sedaví B Bàsquet Alcàsser B Picanya Bàsquet U-25 Etiquetas JP Benetússer Bàsquet Picassent A Etiquetas JP Barrio del Cristo (Aldaia) | Aldaia Culebras CB Sedaví B Basket Legends Barrio del Cristo (Aldaia) Persianasasensi.com Benetússer Baixens CD Berenguer Dalmau B (Catarroja) CB Benetússer Beniparrell B La Llum BC (Xirivella) Gentvikinga (Torrent) Bàsquet Picassent B Caixa Popular Barrio del Cristo (Aldaia)            |
| València          | Camp de Túria     |                  |                   |                  |                                             | CEB Llíria A San José A (Sant Antoni de Benaixeve)                                              | San José B CB La Pobla A (de Vallbona) Jovens L'Eliana                                  | CEB Llíria B Jovens L'Eliana Sagrado Corazón | CB Bétera CB San José C (Sant Antoni de Benaixeve) CB La Pobla B (de Vallbona) Riba-Roja Camp de Túria                                                                                        | CB La Pobla C (de Vallbona) CB Jovens L'Eliana |
| València          | Ribera Alta       |                  |                   |                  |                                             | Roquette Benifaió A CB Alginet                                                                  | Roquette Benifaió B CB Alginet B                                                        | CSA Carcaixent NBX Chem Mecanitzat Va de Bàsquet Algemesí CB Algemesí | CEB Carlet Desguace El Alemán CBG Guadassuar NB Alzira Talleres Mestre Alberic | Roquette Benifaió C CB Algemesí CSA Carcaixent EMBA L'Alcúdia CBG Guadassuar B Coasport va de Bàsquet Algemesí |
| València          | Vall d'Albaida    |                  |                   |                  |                                             | Eset Ontinet (Ontinyent)                                                                        |                                                                                         | | | CB Ciutat d'Albaida CB Benigànim L'Olleria Bàsquet |
| València          | Ribera Baixa      |                  |                   |                  |                                             |                                                                                                 | CB Sueca Pintulac                                                                       | | | CB Sueca CB Almussafes CB Polinyà |
| València          | Costera           |                  |                   |                  |                                             |                                                                                                 | Jujuju Aquacenter CNB Xàtiva CB Genovés                                                 | CD San Pedro Moixent A | BC Canals CB Genovés Jujuju Aquacenter CNB Xàtiva B | CD San Pedro Moixent B Somllum Bàsquet La Font de la Figuera Ibéric de Caudete (La Font de la Figuera) |
| València          | Plana d'Utiel     |                  |                   |                  |                                             |                                                                                                 |                                                                                         | Juventud Requena | CB Utiel | |
| València          | Canal de Navarrés |                  |                   |                  |                                             |                                                                                                 |                                                                                         | Bañó Orbezo Enguera Basket | Toro Loco Anna | CB Anna |
| València          | Foia de Bunyol    |                  |                   |                  |                                             |                                                                                                 |                                                                                         | | Restaurante La Carreta CB Chiva | CB Civa Buñol B |
| Castelló          | Plana Alta        |                  | Amics de Castelló |                  |                                             | Amics de Castelló                                                                               | Gasma Castellón CBC Nepisa Natura Almassora Ferretería Escrig CE Grau CS                | ACD Benicense | Restaurante El Refugio CE Grau CS | AB Almassora CB Torreblanca CB Castelló B |
| Castelló          | Plana Baixa       |                  |                   |                  |                                             | EB Vila-Real Mobercas CB Burriana                                                               | ATC Colores Cerámicos Onda                                                              | CB Burriana EB Vila-Real B | CB Moncofa Cenemar Cerámicas Onda | VUB (Vall d'Uixó) Nules BC |
| Castelló          | L'Alcalatén       |                  |                   |                  |                                             |                                                                                                 | Inalco l'Alcora Caixa Rural                                                             | | | |
| Castelló          | Baix Maestrat     |                  |                   |                  |                                             |                                                                                                 | CB Benicarló                                                                            | CB Gil Comes Vinaròs | Hotel Los Delfines BC Peñíscola | CB Benicarló B CB Gil Comes Vinaròs negro |
| Castelló          | Alt Palància      |                  |                   |                  |                                             |                                                                                                 | Mediterránea Cop. Altura-Almàssera CB Segorbe                                           | | | CB Segorbe |
| Alacant           | Alacantí          |                  |                   | Lucentum Alacant |                                             | Adesavi A (Sant Vicent del Raspeig) Alimar Albufereta (Alacant) UA Fundación Lucentum (Alacant) | Actualia AVV Albufereta (Alacant) CA Montemar (Alacant) Fundesem Basket School Mutxamel | SCD Carolinas (Alacant) Adesavi B (Sant Vicent del Raspeig) CD Salesianos Alicante CD Xelasport (Alacant) CB Casino de Campello A | CD Salesianos Alicante Basket Agost AVV Albufereta Playa Blanca (Alacant) Dimalux Bàsquet San Gabriel (Alacant) Fundesem Basket School Mutxamel B                                             | Basket Sant Joan Racing San Gabriel CB Clínica Vistahermosa Inmaculada (Alacant) CD Xelasport (Alacant) CB Casino de Campello B Dimalux Basket San Gabriel B (Alacant) CA Montemar B (Alacant) Fundesem Basket School Mutxamel C Fundesem Basket School Mutxamel D Racing San Gabriel (Alacant) |
| Alacant           | Marina Baixa      |                  |                   |                  | L'Alfàs PN Serra Gelada Servigroup Benidorm |                                                                                                 |                                                                                         | Hoteles Medina CB Benidorm B Hoteles RH CB La Vila (Joiosa) Bàsquet Altea CB Terralfàs B (Alfàs del Pi) | | L'Alfàs PN Serra Gelada C |
| Alacant           | L'Alcoià          |                  |                   |                  |                                             | Onix CB DKV Seguros (Ibi)                                                                       | CD Onil Famosa A                                                                        | CB Teixereta (Ibi) Mutua Levante Nou Bàsqut Alcoi | CD Onil Expoferri B | Mutua Levanta Nou Bàsquet Alcoi CB Bornay Castalla |
| Alacant           | Marina Alta       |                  |                   |                  |                                             | CB Ifach Calpe                                                                                  | CB Joventut Xàbia Dénia BC                                                              | CB Pego | CB El Verger Perfiles Pleck Benissa Dénia BC CB Ondara CB Ifach Calpe | CB Joventut Xàbia CB Rolser Pedreguer |
| Alacant           | Vinalopó Mitjà    |                  |                   |                  |                                             |                                                                                                 | CB Jorge Juan A Tártaros Gonzalo Castelló (Novelda)                                     | CB Elda | CB Monòver CB Aspe | CB Jorge Juan B Tártaros Gonzalo Castelló (Novelda) CB Elda CB El PInós CB Aspe B |
| Alacant           | Baix Vinalopó     |                  |                   |                  |                                             |                                                                                                 | CBI MGS Seguros (Elx) CD Crevibasket (Crevillent) Elche CF Basket Interkozha            | | CBI La 4 de Elche Elche CF Basket B Atese CD (Elx) | CD Crevibasket (Crevillent) CB Santa Pola A CB Santa Pola B CB Basket El Altet Atese CD (Elx) |
| Alacant           | Comtat            |                  |                   |                  |                                             |                                                                                                 | Muro Pub Autobus                                                                        | CB Iris Contestano (Cocentaina) | | Muro Pneumàtics Juanele Iris Contestano |
| Alacant           | Alt Vinalopó      |                  |                   |                  |                                             |                                                                                                 | V-74 Villena Ugedafita                                                                  | | V-74 Villena Carp Carrasco CB Sax | V-74 Villena El Hiba CB Sax |
| Alacant           | Baix Segura       |                  |                   |                  |                                             |                                                                                                 |                                                                                         | CB Guardamar CB Horadada CB Torrevieja Salud KD3 Orihuela | CB Almoradí CB Oribasket Jacarilla (Oriola) CB Rafal A | CB Rafal B KD3 Orihuela B KD3 Orihuela C CB Albatera |